# Stapelglas

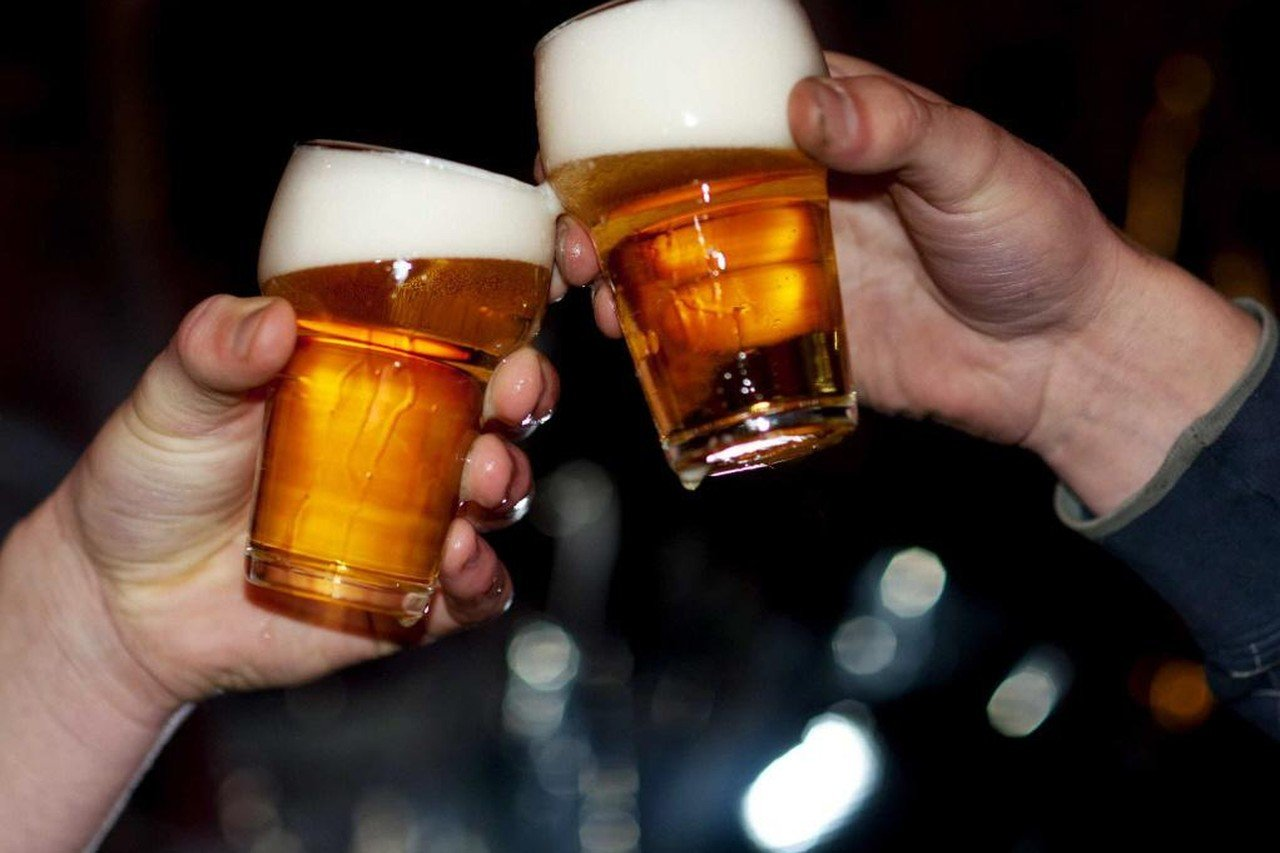
Stapelglazen waarbij de stapelrand ook als grip dienst doet.

Stapelglas is een aanduiding voor diverse soorten bierglazen die zo ontworpen zijn dat ze enerzijds makkelijk stapelbaar zijn en anderzijds ook weer makkelijk te ontstapelen zijn.
Veel taps toelopende conische glazen zijn in principe stapelbaar maar lang niet alle stapelbare glazen zijn ook weer eenvoudig van elkaar af te nemen. Soms hebben ze de neiging om zich in elkaar vast te klemmen. Stapelglazen kennen dit laatste probleem niet. 
Vanaf het midden van de jaren vijftig van de 20e eeuw zat het thuisverbruik van bier (vooral pilsener) in Nederland sterk in de lift. Fabrikanten van glaswerk reageerden hierop door handige bierglazen op de markt te brengen, die vanwege hun stapelbaarheid relatief weinig ruimte innamen in keukenkastjes, buffetten en servieskasten. Ook voor horecabedrijven met een bescheiden tapkast of toog vormde het stapelglas een uitkomst. Een bijkomend voordeel was dat lege stapelglazen zonder hulp van een dienblad waren in te zamelen. Vandaar dat ook veel Nederlandse brouwerijen ten behoeve van hun horeca-afnemers stapelglazen in omloop begonnen te brengen. Eind jaren zeventig was het stapelglas in de Nederlandse horeca zo algemeen en wijdverbreid dat sommige brouwerijen eigen modellen lieten ontwerpen. In België is het stapelglas altijd een uitzondering gebleven. 
De meeste stapelglazen hebben een inhoud van 22 à 25 cl. In 2005 bracht bierbrouwerij Heineken een nieuw model stapelglas in omloop met een paar centiliter meer inhoud dan het oude, uit 1979 daterende, model. Veel horeca-ondernemers waren daar niet gelukkig mee. Zij durfden namelijk de prijs voor hun tapbier niet te verhogen terwijl er per saldo, door het gebruik van het nieuwe stapelglas, wel meer bier door hun tap vloeide.
Bij het tot in de jaren tachtig meest gebruikte Nederlandse stapelglas doet de kraag van het glas dienst als stapelrand maar vormt deze tevens de grip. Een recentere oplossing voor het afklemprobleem is een stapelglas dat sterk lijkt op een vaasje, waarbij het onderste deel van het glas inwendig wat dikker is dan het bovenste deel. Hierdoor bezit dit glas een inwendige standrichel waarop de bodem van een bovenliggend glas kan komen te rusten. 